# Ma'lamat al-Maghrib
Maʿlamāt al-Maghrib (arabe : معلمة المغرب, lit ' Encyclopédie du Maroc ' ) est une encyclopédie du Maroc produite par l'Association marocaine pour la composition, la traduction et la publication (الجمعية المغربية للتأليف والترجمة والنشر ) et publiée en 1989 par Salé Press,,,,. Le travail a été dirigé par l'historien Mohamed Hajji. L'encyclopédie a été éditée par Mohamed Hajji et Ahmed Toufiq.
Parmi les contributeurs en sciences humaines figuraient Mohamed Benchrifa (ar), Mohamed Zniber, Sālim Yafūt (ar), et Mustafa Na'mi.